# Mads Mikkelsen
Mads Mikkelsen, celým jménem Mads Dittmann Mikkelsen, (* 22. listopadu 1965, Østerbro, Kodaň, Dánsko) je dánský herec. Původně se věnoval gymnastice a tanci, ale v roce 1996 se vydal na hereckou dráhu. V Dánsku se stal známým v roce 1996 rolí drogového dealera Tonnyho ve filmové trilogii Dealer a také dlouhodobou rolí policisty Petera Thorsboa v dánském televizním seriálu Rejseholdet, ve které působil v letech 2000 až 2003.
Mezinárodní úspěch mu přineslo ztvárnění Tristana ve filmu Jerryho Bruckheimera Král Artuš, který vyšel v roce 2004. Po celém světě je však známý především rolí Le Chiffra z dvacáté první bondovky Casino Royale z roku 2006. Další úspěchy mu přineslo ztvárnění Igora Stravinského ve snímku francouzského režiséra Jana Kounena Coco Chanel & Igor Stravinskij z roku 2008 a role Lucase v dánském filmu Hon, za kterou byl v roce 2012 oceněn na Mezinárodním filmovém festivalu v Cannes cenou pro nejlepšího herce. V roce 2012 byl oceněn jako osobnost roku organizací Danish American Society. Od roku 2013 působí v roli Dr. Hannibala Lectera v seriálu Hannibal. Redaktoři amerického deníku The New York Times o Mikkelsenovi prohlásili, že v Hollywoodu se stal spolehlivým hercem, ale v domácím Dánsku je hvězdou, doslova axiomem a tváří dánské kinematografie.

## Životopis
Mads Mikkelsen se narodil v kodaňském obvodu Østerbro v Dánsku jako druhý syn Bente Christiansenové a Henninga Mikkelsena. Jeho matka byla zdravotní sestrou a otec pracoval jako bankéř. On a jeho bratr Lars Mikkelsen, který je také hercem, vyrůstali v Nørrebro. V dětství se věnoval gymnastice a chtěl být sportovcem, následně však studoval tanec v baletní akademii v Göteborgu, kde se také naučil švédsky. Profesionálním tanečníkem byl téměř deset let, dokud nezačal v roce 1996 studovat herectví v divadelní škole v Aarhusu, což odstartovalo jeho hereckou kariéru.

## Kariéra

### 1996–2005
Filmový debut zaznamenal v roce 1996 ve snímku režiséra Nicolase Windinga Refna Dealer, kde ztvárnil drogového dealera Tonnyho. Později se objevil také ve dvou novějších pokračováních tohoto filmu. Následně se jako herec začal objevovat v dánských filmech, kde často ztvárňoval komediální role. V roce 1999 byl obsazen do filmu Bleeder, kde si zahrál roli plachého Lennyho, který trpí vyhýbavou poruchou osobnosti. V tomto filmu si zahrál po boku známého dánského herce Kima Bodnie. V roce 2000 hrál Mikkelsen v roli gangstera v akční filmové komedii Anderse Thomase Jensena Blikající světla, kde si zahrál vedle herců jako Søren Pilmark, Ulrich Thomsen nebo Nikolaj Lie Kaas. V následujícím období získal další popularitu za roli ve filmové komedii En kort en lang z roku 2001.
V roce 2003 se objevil v roli muže, který opustí svou ženu a díte v krátkometrážním filmu Nu. Ve stejném roce se objevil také ve filmu Řezníci, kde ztvárnil roli asistenta řezníka v malém dánském městečku, ve kterém je specialitou lidské maso. Za tuto roli obdržel ocenění Fantasporto Award jako nejlepší herec. V průběhu roku 2003 byl obsazen do španělské komedie Torremolinos 73. V tomto snímku ztvárnil roli prodavače encyklopedií, který dováží pornografické filmy do skandinávských zemí pod záminkou šíření audiovizuální encyklopedie rozmnožování člověka. Ačkoliv tento film zaznamenal ve Španělsku úspěch, ve Skandinávii byl přijat chladně.
V roce 2004 se vrátil do role drogového dealera Tonnyho ve filmu Dealer II, které je pokračováním filmu Dealer z roku 1996. Za tuto roli získal ocenění Bodil Award za nejlepší mužský herecký výkon a ceny Zulu Award a Robert Festival Award za nejlepší mužskou roli. Mikkelsen byl přirovnán za scénu se zrcadlem z tohoto filmu k Robertu De Nirovi ve filmu Martina Scorsese Taxikář. Roku 2005 se objevil v roli svérázného kněze Ivana ve filmu Adamova jablka, ve kterém čelí urážkám a napadání neonacisty Adama, kterého si zahrál Ulrich Thomsen.
K průlomu v kariéře Mikkelsena došlo v roce 2000, kdy byl obsazen do role policisty v televizním seriálu Rejseholdet režiséra Nielse Ardena Opleva. V této roli setrval až do roku 2003 a v roce 2002 za ni získal ocenění od TvFestival.dk za nejlepší herecký výkon. Mezinárodně známým se stal v roce 2004, kdy si zahrál Tristana ve filmu Král Artuš producenta a režiséra Jerryho Bruckheimera. Snímek se stal komerčně úspěšným i navzdory nepříliš kvalitním recenzím.

### 2006–2010

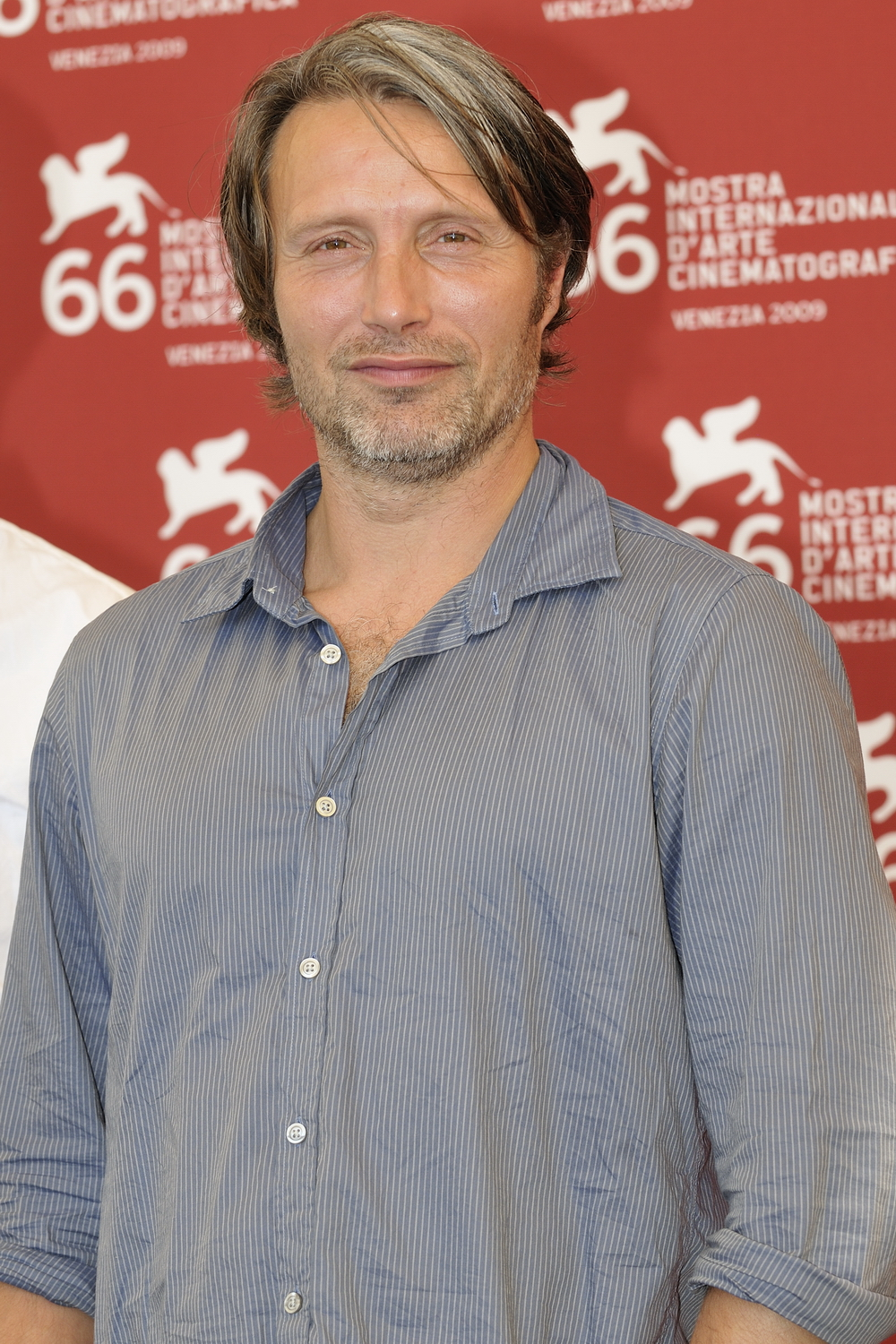
Mads Mikkelsen v roce 2009

V roce 2006 se Mikkelsen objevil po boku Stine Stengade a Jany Plodkové ve filmu režiséra Oleho Christiana Madsena Setkání v Praze. Za hlavní roli Christoffera získal ocenění Zulu Award za nejlepší herecký výkon a ceny Bodil Award a Robert Festival Award za nejlepší mužskou roli. Redaktor Eddie Cockrell z magazínu Variety ocenil v tomto snímku Mikkelsenovu pevnou tvář a vynikající herecký výkon. Ve stejném roce dosáhl na největší mezinárodní úspěch v podobě obsazení do role Le Chiffra ve dvacáté první bondovce Casino Royale. V témže roce se objevil také ve filmu Po svatbě, který byl později nominován na zisk Oscara za nejlepší zahraniční film. Za hlavní roli v tomto filmu získal ocenění za nejlepší herecký výkon na Mezinárodním filmovém festivalu v Palm Springs a byl nominován na zisk Evropské filmové ceny za nejlepší mužský herecký výkon. Redaktoři amerického deníku The New York Times o Mikkelsenovi prohlásili, že v Hollywoodu se stal spolehlivým hercem, ale v domácím Dánsku je hvězdou, doslova axiomem a tváří dánské kinematografie.
V roce 2008 byl obsazen opět do filmu Oleho Christiana Madsena, a to do snímku Plamen a Citron, kde si zahrál společně se Stine Stengade a Thurem Lindhardtem. V tomto filmu se objevil v roli Jørgena Haagena Schmitha, dánského odbojáře během německé okupace v letech 1940 až 1945. Děj filmu se zakládá na skutečných událostech, které se v Dánsku odehrály během druhé světové války a pojednává o dánské odbojové skupině Holger Danske. Redaktor Michael O'Sullivan z deníku The Washington Post přirovnal role Mikkelsena a Lindhardta k americkému westernu Butch Cassidy a Sundance Kid. V roce 2008 propůjčil Mikkelsen svůj hlas postavě Le Chiffra ve videohře 007: Quantum of Solace a tuto postavu reprezentoval také na společenské akci 007 Villain Collection švýcarského výrobce hodinek Swatch v rakouském Bregenzu. V roce 2009 získal pověst jednoho z nejsmyslnějších herců Evropy, když byl obsazen do filmu Coco Chanel & Igor Stravinskij režiséra Jana Kounena, kde ztvárnil postavu Igora Fjodoroviče Stravinského a zahrál si po boku francouzské herečky Anny Mouglalis. Redaktoři filmového magazínu Empire zhodnotili snímek jako vizuálně ohromující film, který se zaměřuje na nelegální milostný vztah mezi módní návrhářkou Coco Chanel a skladatelem Igorem Stravinským ve Francii ve 20. letech 20. století. Později se Mikkelsen vrátil ke spolupráci s Nicolasem Windingem Refnem a zahrál si norského bojovníka v dobrodružném fantasy filmu Barbar. O rok později, v roce 2010, se objevil v roli Draca, obětavého vůdce královského vojska, ve filmu Souboj Titánů.

### Od roku 2010

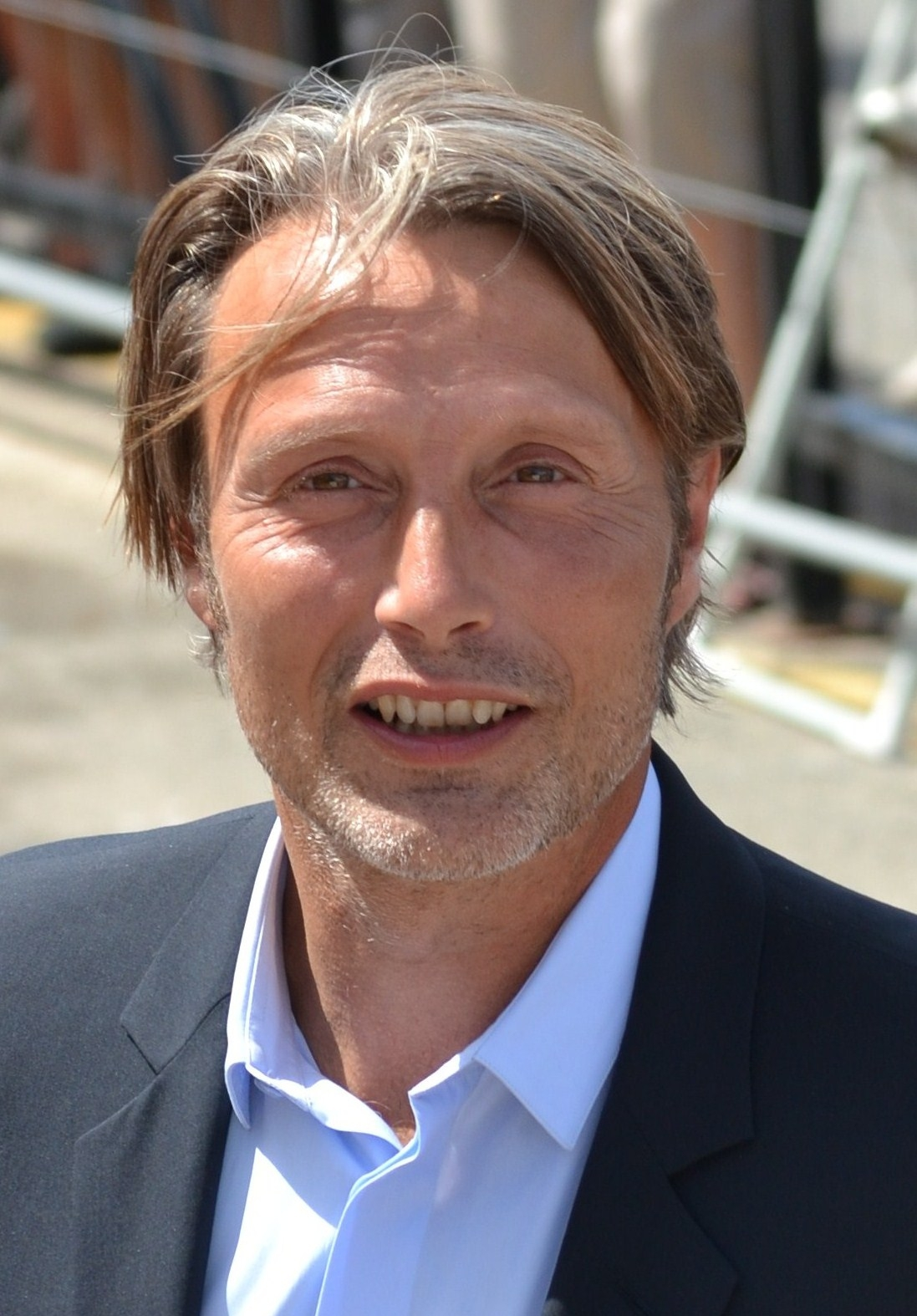
Mads Mikkelsen v roce 2013

V roce 2011 si zahrál roli Rocheforta ve filmu Tři mušketýři, který však získal od kritiků špatné recenze. V roce 2012 byl obsazen do hlavní role Lucase ve filmu Hon, za ztvárnění této role byl v roce 2012 oceněn na Mezinárodním filmovém festivalu v Cannes cenou pro nejlepšího herce. Za tuto roli byl nominován na zisk Evropské filmové ceny a ocenění London Film Critics' Circle pro nejlepšího herce. Mikkelsen se ocitá v roli učitele Lucase, který je obviněn ze sexuálního obtěžování dětí v mateřské škole. Ve stejném roce si zahrál také ve snímku Královská aféra, jež byl nominován na zisk Oscara. Toto historické drama pojednává o německém lékaři Johannu Friedrichu Struenseeovi, který vedl v 18. století milostný vztah s královnou Karolinou Matyldou Hannoverskou, zatímco léčil duševně postiženého dánského panovníka Kristiána VII. Tento snímek, který byl pozitivně přijat mezi kritiky, patří v rámci dánské kinematografie k jednomu z nejnákladnějších, mimo jiné i kvůli použitým kostýmům. V roce 2012 byl oceněn jako osobnost roku organizací Danish American Society.
V roce 2013 byl Mikkelsen obsazen do role Dr. Hannibala Lectera v seriálu Hannibal, kde působil spolu s hercem a kamarádem Hughem Dancym. Seriál sklidil kladné kritiky a Mikkelsen získal za roli Hannibala zvláštní cenu. Sám měl však zpočátku pochybnosti o tom, zda přijmout tuto roli. Podle jeho slov byla role Hannibala v podání Anthonyho Hopkinse provedena perfektně. O své roli prohlásil, že se nejedná o klasického psychopata nebo sériového vraha a že postava je tak blízko Satanovi jak jen může být.
Mezi další projekty, kterých se zúčastnil, byl v roce 2013 film Charlie Countryman, jehož premiéra proběhla na filmovém festivalu Sundance Film Festival. Ve stejném roce se objevil také v hlavní roli snímku Michael Kohlhaas, který byl v premiéře představen na Mezinárodním filmovém festivalu v Cannes 2013. Později se účastnil natáčení filmu The Salvation, jenž by měl mít premiéru v průběhu roku 2014. Kromě toho propůjčí svůj hlas postavě v animovaném filmu Kung Fu Panda 3, jehož premiéra proběhne v roce 2015. Později by se měl objevit také v přepracované verzi španělského slasheru Cut-Throats Nine z roku 1972, kde si zahraje společně s herci Harveyem Keitelem a Jordim Mollàem.
V roce 2020 ztvárnil jednu z hlavních rolí ve filmu Chlast, který proměnil nominaci na Oscara za nejlepší cizojazyčný film.

## Osobní život
V roce 2000 se Mikkelsen oženil s choreografkou Hanne Jacobsenovou, se kterou měl vztah od roku 1987. Mají spolu dvě děti, dcera Viola se narodila 27. dubna 1989 a syn Carl se narodil 29. července 1997. Až do roku 2012 žil v Kodani, poté se přestěhoval do kanadského Toronta kvůli natáčení seriálu Hannibal. V průzkumech veřejného mínění v Dánsku je považován za jednoho z nejpřitažlivějších mužů. V dubnu 2010 byl vyznamenán vysokým dánským státním vyznamenáním, a to Řádem Dannebrog za jeho odvedenou práci. Nehlásí se k žádné církvi.

## Filmografie

### Filmy
| Rok  | Film                                      | Role                        | Poznámky |
| ---- | ----------------------------------------- | --------------------------- | --- |
| 1996 | Café Hector                               | Anders                      | krátkometrážní film |
| 1996 | Blomsterfangen                            | Max                         | |
| 1996 | Dealer                                    | Tonny                       | |
| 1998 | Na scestí                                 | Jimmy                       | |
| 1998 | Nattens engel                             | Ronnie                      | |
| 1999 | Bleeder                                   | Lenny                       | |
| 2000 | Blikající světla                          | Arne                        | |
| 2001 | Monin svět                                | Casper                      | |
| 2001 | Příšerky s.r.o.                           | Randall Boggs (hlas)        | dánský dabing |
| 2001 | En kort en lang                           | Jacob                       | Zulu Award za nejlepší herecký výkon |
| 2002 | Dina                                      | Niels                       | |
| 2002 | Otevřená srdce                            | Niels                       | Rouen Nordic Film Festival Award za nejlepší herecký výkon nominován – Bodil Award za nejlepší herecký výkon nominován – Robert Festival Award za nejlepší herecký výkon |
| 2002 | Wilbur se chce zabít                      | Horst                       | Zulu Award za nejlepší vedlejší roli |
| 2003 | Nu                                        | Jakob                       | krátkometrážní film |
| 2003 | Řezníci                                   | Svend                       | Fantasporto Award za nejlepší herecký výkon nominován – Bodil Award za nejlepší herecký výkon |
| 2003 | Torremolinos 73                           | Magnus                      | |
| 2004 | Král Artuš                                | Tristan                     | |
| 2004 | Dealer 2                                  | Tonny                       | Bodil Award za nejlepší herecký výkon Robert Festival Award za nejlepší herecký výkon Zulu Award za nejlepší herecký výkon |
| 2005 | Adamova jablka                            | Ivan                        | Puchon International Fantastic Film Festival Award za nejlepší herecký výkon nominován – Robert Festival Award za nejlepší herecký výkon |
| 2006 | Po svatbě                                 | Jacob Petersen              | Palm Springs International Film Festival Award za nejlepší herecký výkon nominován – Evropská filmová cena za nejlepší herecký výkon nominován – Robert Festival Award za nejlepší herecký výkon |
| 2006 | Setkání v Praze                           | Christoffer                 | Zulu Award za nejlepší herecký výkon nominován – Bodil Award za nejlepší herecký výkon nominován – Robert Festival Award za nejlepší herecký výkon |
| 2006 | Východisko                                | Thomas Skepphult            | |
| 2006 | Auta                                      | Chick Hicks (hlas)          | dánský dabing |
| 2006 | Casino Royale                             | Le Chiffre                  | |
| 2008 | Plamen a Citron                           | Citronen                    | nominován – Chlotrudis Award za nejlepší herecký výkon nominován – Evropská filmová cena za nejlepší herecký výkon nominován – Robert Festival Award za nejlepší herecký výkon |
| 2009 | Coco Chanel & Igor Stravinskij            | Igor Fjodorovič Stravinskij | |
| 2009 | Barbar                                    | One-Eye                     | nominován – Robert Festival Award za nejlepší herecký výkon |
| 2010 | Souboj Titánů                             | Draco                       | |
| 2010 | Muumi ja punainen pyrstötähti             | Sniff (hlas)                | |
| 2011 | Tři mušketýři                             | Rochefort                   | |
| 2012 | Královská aféra                           | Johann Friedrich Struensee  | nominován – Bodil Award za nejlepší herecký výkon nominován – Robert Festival Award za nejlepší herecký výkon |
| 2012 | Move On                                   | Anonymous                   | |
| 2012 | Hon                                       | Lucas                       | Cannes Film Festival Award za nejlepší herecký výkon Palm Springs International Film Festival Award za nejlepší herecký výkon Robert Festival Award za nejlepší herecký výkon Zulu Award za nejlepší herecký výkon nominován – Evropská filmová cena za nejlepší herecký výkon nominován – London Film Critics Circle Award za herce roku nominován – Online Film Critics Society Award za nejlepší herecký výkon |
| 2013 | Charlie musí zemřít                       | Nigel                       | |
| 2013 | Michael Kohlhaas                          | Michael Kohlhaas            | |
| 2014 | Spása                                     | John                        | |
| 2015 | O kuřatech a lidech                       | Elias                       | |
| 2016 | Doctor Strange                            | Kaecilius                   | |
| 2016 | Le Fantôme                                | Le Fantôme                  | krátkometrážní film |
| 2016 | Rogue One: Star Wars Story                | Galen Erso                  | |
| 2017 | Arctic                                    |                             | |
| 2019 | Chaos Walking                             | starosta David Prentiss     | |
| 2020 | Chlast                                    | Martin                      | Oscar za nejlepší cizojazyčný film |
| 2022 | Fantastická zvířata: Brumbálova tajemství | Gellert Grindelwald         | |
| 2023 | Indiana Jones a nástroj osudu             | Hlavní záporná postava      | |
| 2023 | Bastard                                   | Ludvig Kahlen               | |

### Televize
| Rok       | Seriál      | Role                 | Poznámky |
| --------- | ----------- | -------------------- | -------- |
| 2000–2003 | Rejseholdet | Allan Fisher         | 32 dílů  |
| 2005      | Julie       | Julie's dad / Harald | 6 dílů   |
| 2013–2015 | Hannibal    | Dr. Hannibal Lecter  | 39 dílů  |

### Videohry
| Rok  | Hra                            | Role           | Poznámky       |
| ---- | ------------------------------ | -------------- | -------------- |
| 2008 | 007: Quantum of Solace         | Le Chiffre     | hlas           |
| 2019 | Death Stranding                | Clifford Unger | postava        |
| 2025 | Hitman: World of Assassination | Le Chiffre     | hlas a postava |